# Autodrom (wesołe miasteczko)

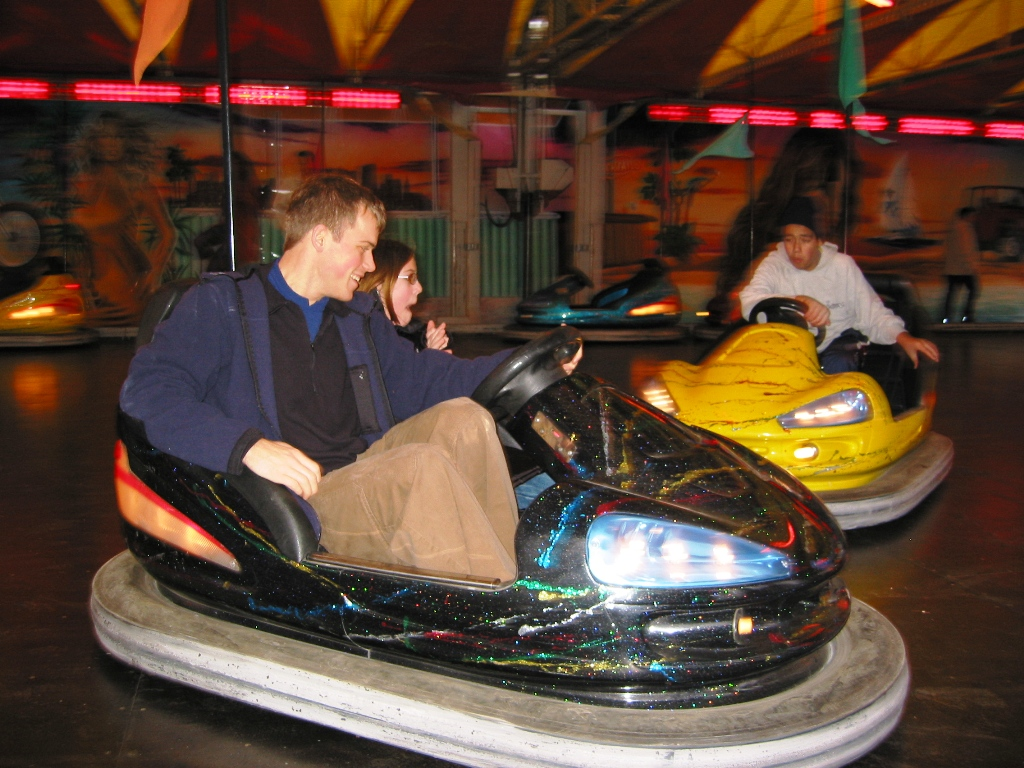
Osoby bawiące się na autodromie

Autodrom – atrakcja w wesołym miasteczku w postaci niewielkich rozmiarów pojazdów elektrycznych poruszających się po wyznaczonym placu. 
Plac ma zwykle kształt prostokątny lub owalny i często dochodzi na nim do zderzeń pomiędzy poszczególnymi samochodzikami.

## Historia
Nie ma zgody co do tego komu powinno się przypisywać ten wynalazek, pewne jest jednak, że pierwszy patent na tego rodzaju przejażdżkę uzyskali bracia Max i Harold Stoehrer z Massachusetts w 1920 roku. Początkowo starano się unikać zderzania się pojazdów, ponieważ ich konstrukcja była mało wytrzymała, dopiero po latach kolizje stały się głównym celem zabawy.

## Działanie
Standardowe samochodziki wyposażone są w silnik elektryczny połączony wysięgnikiem z rozwieszoną u góry siatką oraz szczotką z metalową podłogą placu tworząc zamknięty obwód. Oprócz tego posiadają trzy lub cztery kółka, z czego napęd jest co najmniej na dwa, kierownicę połączoną bezpośrednio z jednym lub dwoma kołami, pedał gazu, duże gumowe zderzaki amortyzujące zderzenia oraz najczęściej 5-punktowe pasy bezpieczeństwa. Nowsze modele zasilane są wyłącznie z podłogi złożonej z naprzemiennie naładowanych paneli przedzielonych izolatorami.